# Benediktinerinnenkloster Koblenz

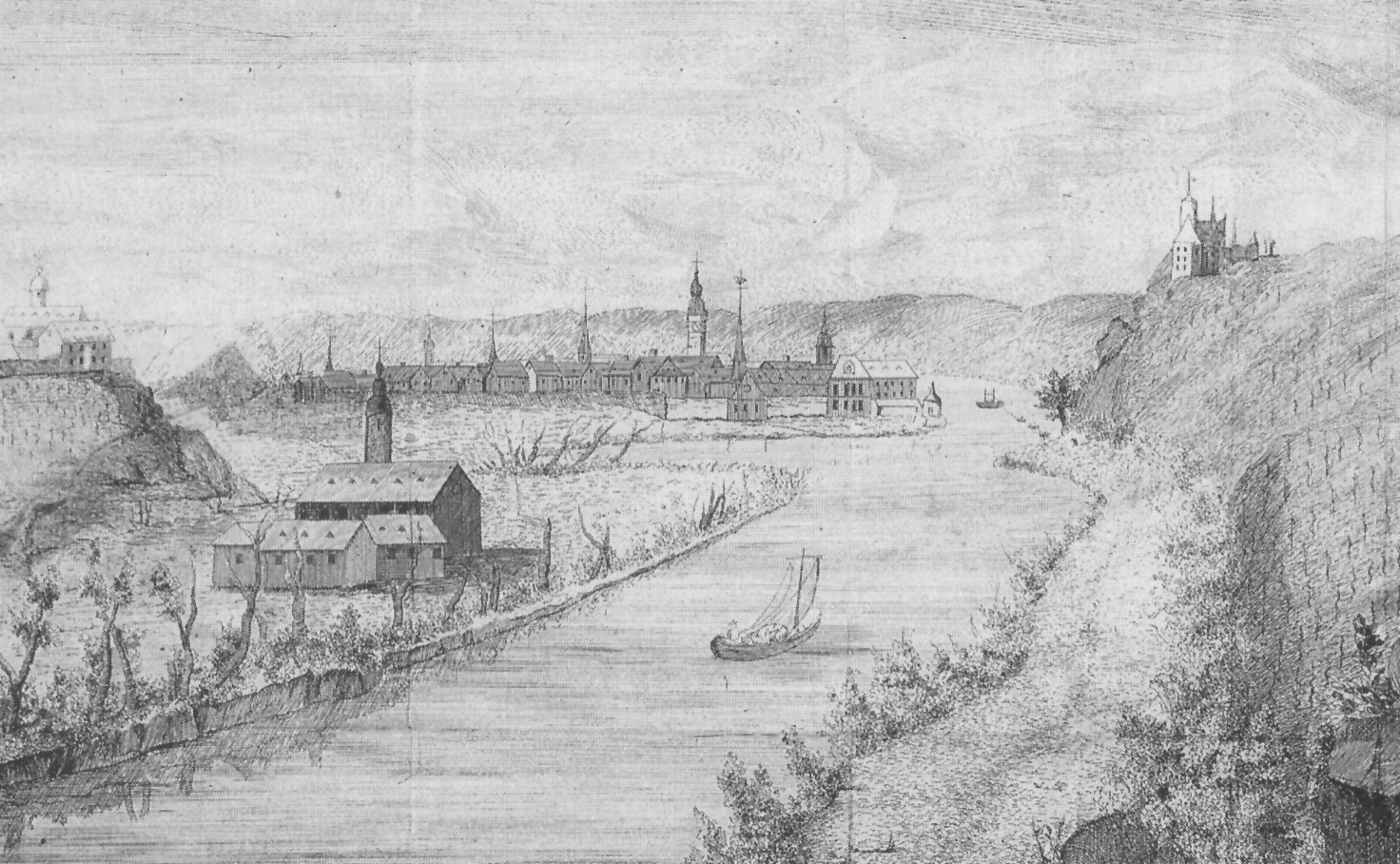
Stadtansicht von Koblenz 1789, im Vordergrund das Benediktinerinnenkloster, links daneben das Kartäuserkloster, im Hintergrund die Stadtsilhouette von Koblenz mit der Festung Ehrenbreitstein (rechts)

Das Benediktinerinnenkloster Koblenz war eine Abtei der Benediktinerinnen auf der Rheininsel Oberwerth bei Koblenz. Es bestand vom 12. Jahrhundert bis zur Säkularisation 1802 durch die Franzosen.

## Geschichte
Auf der südlich der Stadt Koblenz gelegenen Rheininsel Oberwerth befand sich im 12. Jahrhundert bereits ein Frauenkonvent. Dies geriet in wirtschaftliche Not und erklärte sich bereit, die Benediktsregel anzunehmen. Der Trierer Erzbischof Albero von Montreuil wies dem Kloster daraufhin 1143 den jeweiligen Abt der Benediktinerabtei St. Matthias bei Trier als geistliches und weltliches Oberhaupt zu. Zusätzlich bildete es mit dem benachbarten Benediktinerkloster St. Beatusberg ein Doppelkloster. Diese Gemeinschaft wurde 1215 durch den Trierer Erzbischof Theoderich II. von Wied wegen Streitigkeiten aber wieder getrennt. Damit mussten alle Urkunden, zur Vermeidung weiterer Streitigkeiten, vernichtet werden.
Nach der Umwandlung in ein Benediktinerinnenkloster wurde mit Hilfe eines Förderers aus dem Stift St. Florin, der den Nonnen Land auf dem Oberwerth schenkte, neue Klostergebäude erbaut. Mit weiteren Schenkungen aus Adelsfamilien der Umgebung erlebte das Kloster in der Folgezeit einen schnellen Aufschwung. Die größte Bedrohung für das Kloster waren die häufigen Überschwemmungen auf der Insel, bei der Klosterkirche und -gebäude immer wieder beschädigt wurden. Im 15. und 17. Jahrhundert waren deswegen umfangreiche Baumaßnahmen erforderlich. Von 1776 bis 1779 wurde die gesamte Klosteranlage neu errichtet. Die neue Klosterkirche konnte am 22. April 1779 geweiht werden.
Mit der Eroberung von Koblenz 1794 durch französische Revolutionstruppen im Ersten Koalitionskrieg mussten die Benediktinerinnen das Kloster auf dem Oberwerth verlassen. Es wurde bei Kampfhandlungen erheblich beschädigt. Das Benediktinerinnenkloster wurde 1802 von den Franzosen säkularisiert und danach mit der ganzen Rheininsel am 3. August 1807 versteigert. Im 19. Jahrhundert wurde die Klosterkirche zu einem Herrenhaus und das Klostergebäude von Preußen für ein Lehrerinnenseminar umgebaut. Die letzten baulichen Überreste des ehemaligen Benediktinerinnenklosters wurden in den 1930er Jahren beseitigt. Das Gelände wurde parzelliert und mit Wohnhäusern bebaut.

## Äbtissinnen
- 1646–1674 Margareta Dorothea von Dalberg (* um 1610; † 1674)[1]
- 1656–1659 Philippine von Eltz[2]